# Ugrapataka
Ugrapataka vagy Ugravölgye (románul: Valea Ugra) település Hargita megyében, Erdélyben, Romániában. A 2002-es adatok szerint 603 fő lakja, mind magyarok.

## Földrajza
A Tatros folyó egyik leghosszabb, jobb oldali mellékvize mentén népesült be. Lakóházai több mint 5 km hosszúságban sorakoznak az Ugra-patak völgyében, 1178 m-rel a tengerszint fölött.
A község Gyimesfelsőloktól 1,2 km-re, Bukaresttől 232 km-re, Csíkszeredától 21 km-re, Jászvásártól 141 km-re, Brassótól pedig 100 km-re fekszik.

## Történelme
Egy 18. századi tanulmány szerint (1771) az egyik pestisjárvány innen származik.
A völgyben egykor több vízfűrész zakatolt.

## Éghajlata
|                  | Január | Május  | Július | November | Év     |
| ---------------- | ------ | ------ | ------ | -------- | ------ |
| Max. hőmérséklet |        |        | 16 °C  |          | 5 °C   |
| Min. hőmérséklet | -8 °C  |        |        |          |        |
| Csapadék         |        | 151 mm |        | 41 mm    | 923 mm |

## Fordítás
- Ez a szócikk részben vagy egészben  a   Valea Ugra című szebuano Wikipédia-szócikk fordításán alapul.  Az eredeti cikk szerkesztőit annak laptörténete sorolja fel. Ez a jelzés csupán a megfogalmazás eredetét és a szerzői jogokat jelzi, nem szolgál a cikkben szereplő információk forrásmegjelöléseként.